# Veritats ocultes
Veritats ocultes (títol original:  A Little Trip to Heaven) és una pel·lícula estatunidenco-islandesa dirigida per Baltasar Kormákur, estrenada l'any 2005. Ha estat doblada al català.

## Argument
Abe Holt va a Hastings per indagar un accident que ha causat la mort d'una persona i troba Isold, germana del difunt, que ha d'heretar un milió de dòlars gràcies a l'assegurança subscrita a l'agència per la víctima.

## Repartiment
- Maria Fernandez Ache: Sra. Rodriguez
- Kharl Anton Leigh: Rodriguez (nen)
- Peter Coyote: Frank
- Forest Whitaker Desroses): Abe Holt
- Juan Carlos Pardo Pardo: M. Rodriguez
- Jeremy Renner: Fred
- Samuel Martin: Jim
- Joanna Scanlan: Josie
- Iddo Goldberg: Russle
- Philip Jackson: William
- Julia Stiles: Isold
- Alfred Harmsworth: Thor

## Premis i nominacions
Premis
- 2006: Premi internacional de la crítica al festival del cinema policíac de Cognac.
- 2006: Millor direcció artística (fotografia) als premis Edda per a Óttar Jagudesðnason.
- 2006: Premi FIPRESCI al festival de cinema de Göteborg.

Nominacions
- 2006: nominat als premis Edda per a Karl Júlíusson a la categoria millor direcció artística (decorats).

## Crítica
- "El to mai arriba a ser l'adequat, la tensió mai se sosté, els diàlegs se senten poc naturals i els personatges estan poc desenvolupats."[3]